# Dacrytherium
Il dacriterio (gen. Dacrytherium) è un mammifero estinto appartenente agli artiodattili. Visse tra l'Eocene medio e l'Oligocene inferiore (circa 45 - 32 milioni di anni fa) e i suoi resti fossili sono stati ritrovati in Europa.

## Descrizione
Di piccole dimensioni, questo animale aveva zampe ancora relativamente corte se raffrontate con quelle degli artiodattili successivi. La dentatura era ancora completa e poco specializzata, moderatamente selenodonte: le cuspidi erano ancora riconoscibili e non si era ancora formato il caratteristico spazio (diastema) tra i canini e i premolari, tipico di gran parte degli artiodattili. I premolari inferiori erano stretti e allungati. Dacrytherium possedeva un'insolita caratteristica: una sorta di grande fossa davanti alle orbite nella mascella (da qui il nome Dacrytherium, che significa "bestia dalla lacrima"); non è chiaro a cosa servisse questa cavità, ma è probabile che ospitasse qualche tipo di ghiandola. 

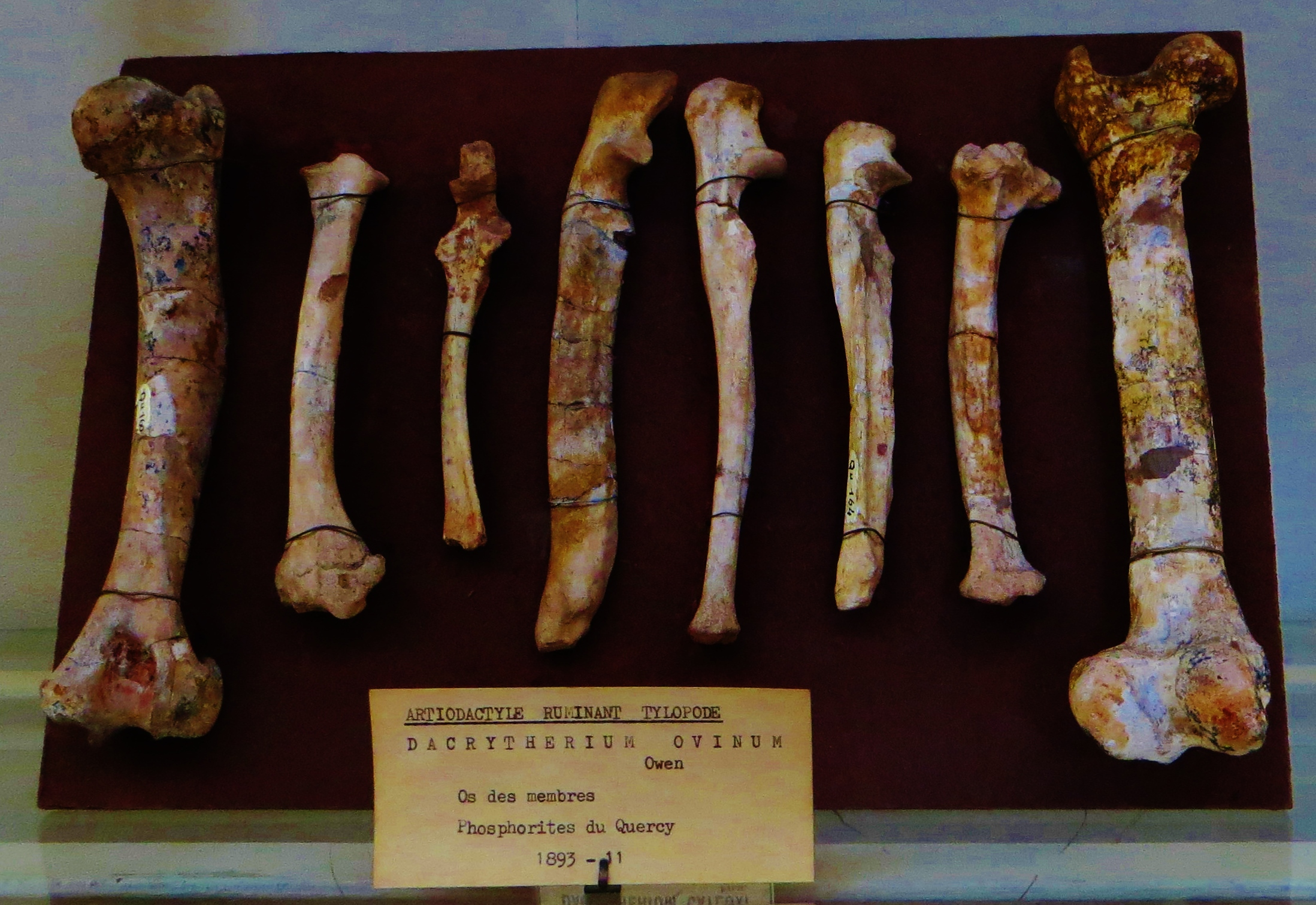
Ossa delle zampe di Dacrytherium ovinum

## Classificazione
Questo animale, descritto per la prima volta nel 1876 da Filhol, è considerato uno degli artiodattili più primitivi, emerso subito dopo la comparsa dei più antichi artiodattili come Diacodexis e Dichobune. Dacrytherium e i suoi stretti parenti (i Dacrytheriidae) sono spesso considerati affini ai più grossi anoploteridi, ben rappresentati da Anoplotherium. Le specie più note di Dacrytherium sono D. elegans, D. ovinum e D. cayluxi. I suoi fossili si rinvengono in numerose regioni d'Europa (Germania, Francia, Spagna, Svizzera e Regno Unito). Affine a questo animale era Catodontherium.

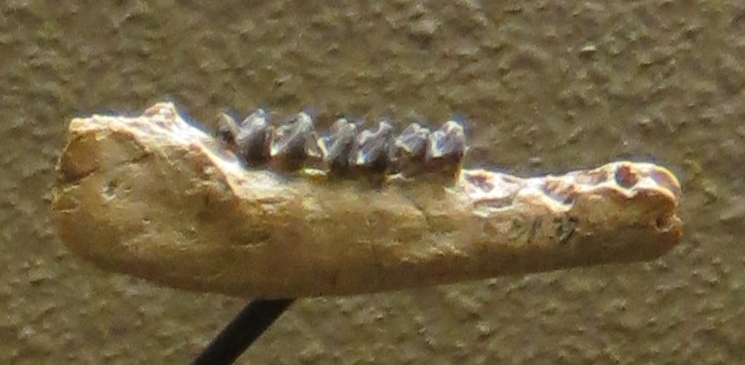
Mandibola con denti di Dacrytherium priscum

## Paleoecologia
La struttura della dentatura e la morfologia dello scheletro postcranico indicano che Dacrytherium doveva essere un piccolo animale relativamente agile che si nutriva di foglie nel sottobosco.

## Galleria d'immagini

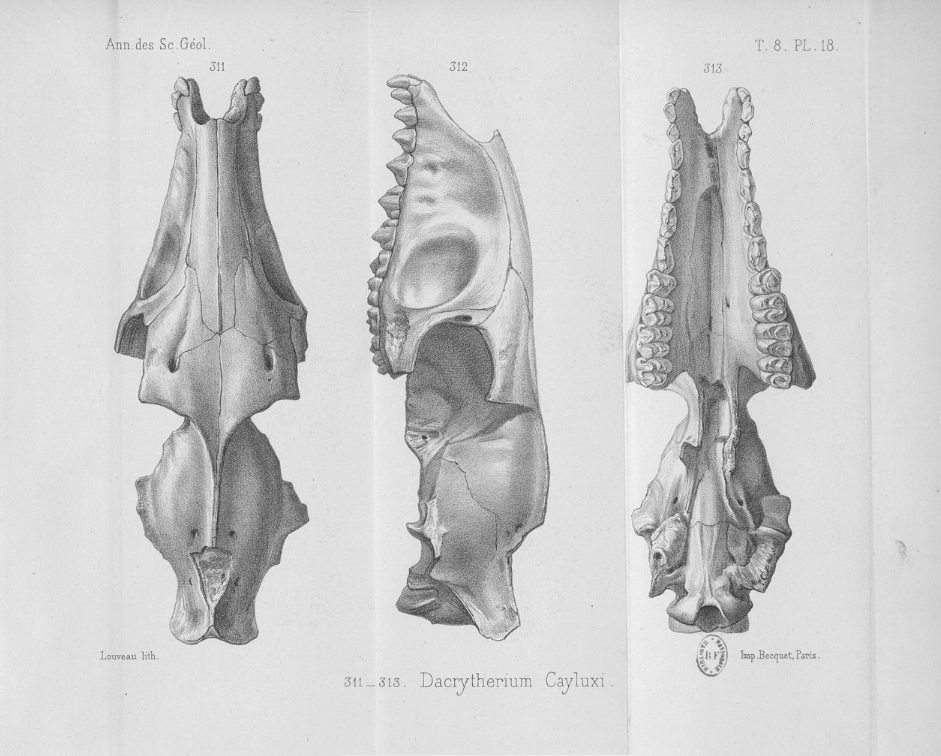
Illustrazione del cranio di Dacrytherium cayluxi (=D. ovinum)
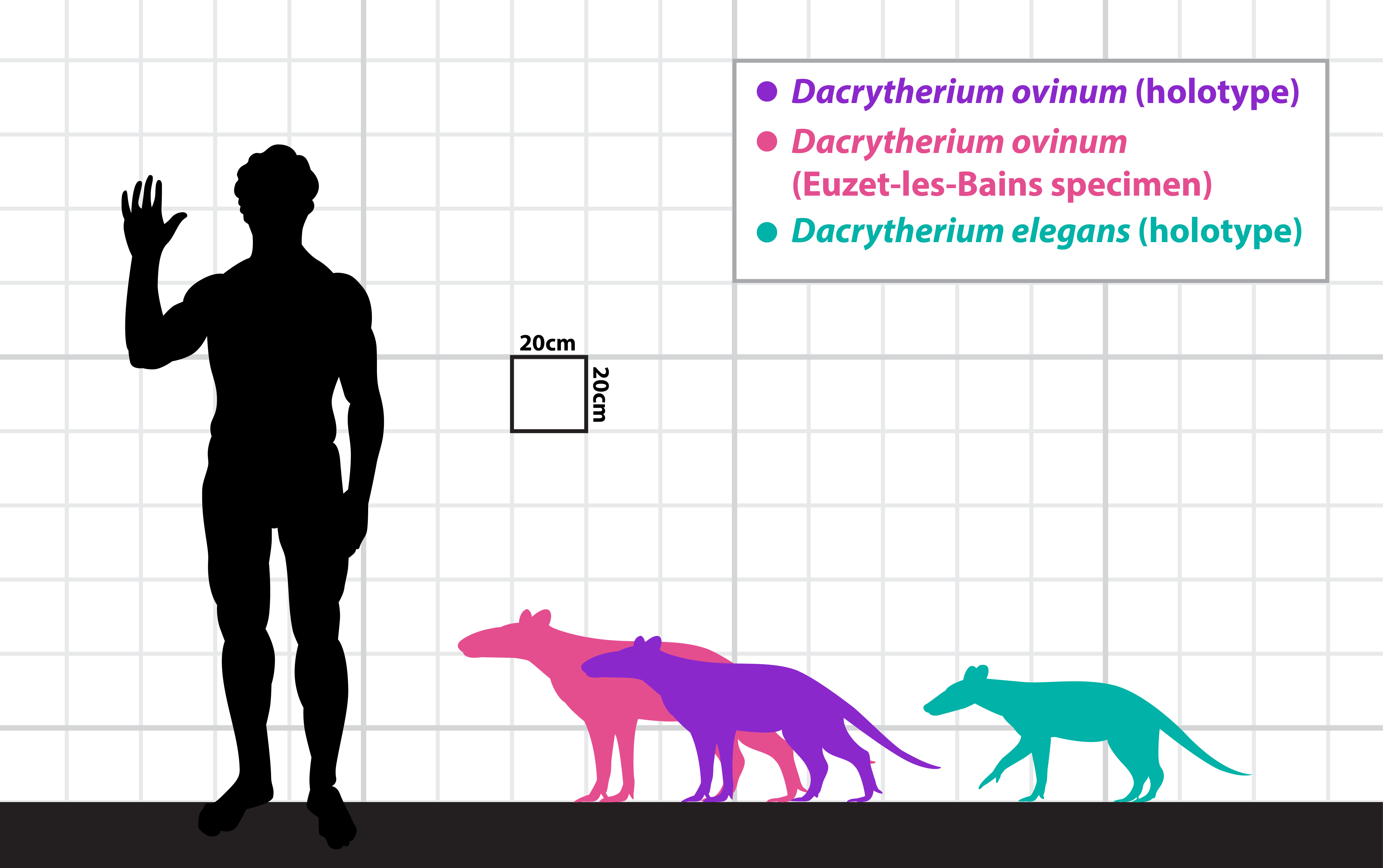
Silhouette di Dacrytherium in confronto con quella di un uomo
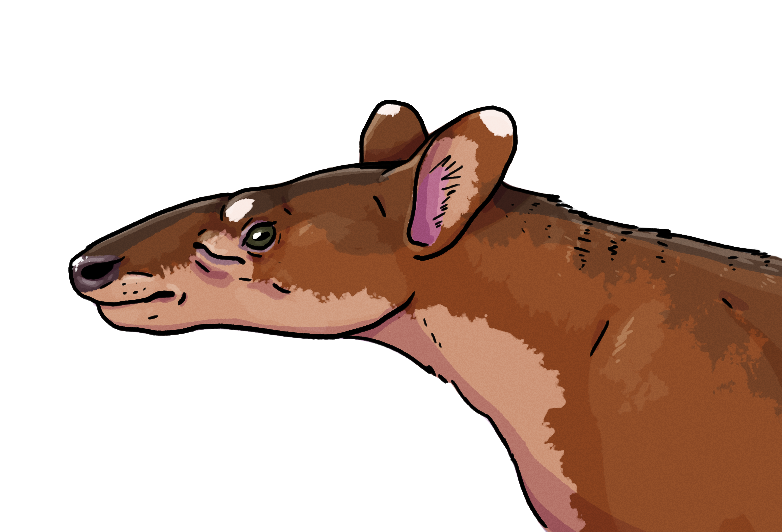
Ricostruzione del cranio di Dacrytherium ovinum